# Mazda Furai
Mazda Furai (jap. 風籟 Fūrai; „szum wiatru”) – koncepcyjny samochód osobowy japońskiej marki Mazda zaprezentowany 13 stycznia 2008 roku na Salonie Samochodowym w Detroit, ostatni samochód z serii Neagare. Jest to na razie prototyp i prawdopodobnie nie będzie on produkowany seryjnie. Pierwsze testy odbyły się na torze Laguna Seca. Prawdopodobnie powstał, aby powtórzyć sukces Mazdy 787B – zwycięzcy wyścigu Le Mans w 1991 r. Samochód wyposażono w silnik Wankla o mocy 457 KM. Prędkość maksymalna to 290 km/h.
Samochód spłonął podczas testów prowadzonych przez „Top Gear”.